# Jay Idzes
Jay Idzes (Mierlo, 2 giugno 2000) è un calciatore olandese naturalizzato indonesiano, difensore o centrocampista del Sassuolo, e della nazionale indonesiana.

## Carriera

### Club
Cresciuto nel settore giovanile dell'Eindhoven, debutta in prima squadra il 28 aprile 2018, in occasione dell'incontro di Eerste Divisie pareggiato 1-1 contro il TOP Oss. In tre stagioni con l'Eindhoven, totalizza 57 presenze totali senza nessuna rete.
Il 20 luglio 2020 viene ufficializzato il suo trasferimento a titolo definitivo al Go Ahead Eagles. Debuttò con la nuova squadra il 30 agosto successivo nella prima giornata di campionato nel pareggio a reti bianche contro il Dordrecht. Mise a segno la sua prima rete nei professionisti il 10 ottobre seguente nella vittoria esterna per 2-0 contro il Maastricht. Conclude l'anno con 33 presenze ed una rete, oltre alla promozione all'ultima giornata in Eredivisie. Esordisce nella massima serie olandese il 28 agosto 2021 nella vittoria per 2-0 contro lo Sparta Rotterdam. Segna la sua prima rete in Eredivisie il 26 febbraio 2023 nel pareggio per 2-2 contro l'Emmen. Conclude la sua esperienza con 93 presenze totali e 3 reti.
Il 30 giugno 2023 viene ufficializzato il suo acquisto a parametro zero da parte del Venezia, con cui stipula un contratto quadriennale, valido dal giorno seguente. Debutta con i lagunari il 14 agosto nel primo turno di Coppa Italia perso per 6-5 ai rigori contro lo Spezia. Sei giorni dopo, fa anche il suo esordio, da titolare, in Serie B nella prima giornata di campionato contro il Como, vinta per 3-0. Si impone subito come un titolare della squadra nonostante un infortunio che lo costringe a rimanere fermo da fine ottobre a gennaio. Il 1º maggio 2024 segna le sue prime reti con i veneti, realizzando una doppietta nella sconfitta per 3-2 in casa del Catanzaro. Va nuovamente a segno nove giorni dopo nell'ultima di campionato persa per 2-1 contro lo Spezia. Partecipa da protagonista ai Play-Off giocando da titolare tutte le partite, tra cui le due gare della finale vinta per 1-0 contro la Cremonese, guadagnando la promozione nella massima serie. Il 25 agosto 2024 esordisce da titolare in serie A nella partita in casa della Fiorentina, pareggiata per 0-0.
Il 14 dicembre 2024 segna il suo primo gol in Serie A, realizzando il temporaneo 1-2 contro la Juventus (partita poi finita 2-2) e contestualmente diventando il primo indonesiano a segnare nella storia della massima serie italiana.
Il 9 agosto viene ufficializzato il suo trasferimento al Sassuolo, con cui firma un quadriennale, per 8 milioni di euro + bonus.

### Nazionale
Sceglie di rappresentare la nazionale indonesiana in quanto in possesso della cittadinanza indonesiana grazie alle origini della madre.
Viene convocato per la prima volta nel marzo del 2024 in occasione delle sfide valide per la qualificazioni ai Mondiali 2026. Esordisce con la nazionale il 21 marzo 2024 nella gara vinta per 1-0 contro il Vietnam, giocando tutta la gara. Cinque giorni dopo realizza anche la sua prima rete con la maglia della nazionale nella vittoria sempre contro il Vietnam. Nel settembre del medesimo anno diventa il capitano della selezione indonesiana.

## Statistiche

### Presenze e reti nei club
Statistiche aggiornate al 24 maggio 2025.
| Stagione               | Squadra                | Campionato             | Campionato | Campionato | Coppe nazionali | Coppe nazionali | Coppe nazionali | Coppe continentali | Coppe continentali | Coppe continentali | Altre coppe | Altre coppe | Altre coppe | Totale | Totale |
| Stagione               | Squadra                | Comp                   | Pres       | Reti       | Comp            | Pres            | Reti            | Comp               | Pres               | Reti               | Comp        | Pres        | Reti        | Pres   | Reti   |
| ---------------------- | ---------------------- | ---------------------- | ---------- | ---------- | --------------- | --------------- | --------------- | ------------------ | ------------------ | ------------------ | ----------- | ----------- | ----------- | ------ | ------ |
| 2017-2018              | Eindhoven              | 1D                     | 1          | 0          | CO              | 0               | 0               | -                  | -                  | -                  | -           | -           | -           | 1      | 0      |
| 2018-2019              | Eindhoven              | 1D                     | 33         | 0          | CO              | 1               | 0               | -                  | -                  | -                  | -           | -           | -           | 34     | 0      |
| 2019-2020              | Eindhoven              | 1D                     | 20         | 0          | CO              | 2               | 0               | -                  | -                  | -                  | -           | -           | -           | 22     | 0      |
| Totale Eindhoven       | Totale Eindhoven       | Totale Eindhoven       | 54         | 0          |                 | 3               | 0               |                    | -                  | -                  |             | -           | -           | 57     | 0      |
| 2020-2021              | Go Ahead Eagles        | 1D                     | 31         | 1          | CO              | 2               | 0               | -                  | -                  | -                  | -           | -           | -           | 33     | 1      |
| 2021-2022              | Go Ahead Eagles        | ED                     | 21         | 0          | CO              | 4               | 0               | -                  | -                  | -                  | -           | -           | -           | 25     | 0      |
| 2022-2023              | Go Ahead Eagles        | ED                     | 32         | 1          | CO              | 3               | 1               | -                  | -                  | -                  | -           | -           | -           | 35     | 2      |
| Totale Go Ahead Eagles | Totale Go Ahead Eagles | Totale Go Ahead Eagles | 84         | 2          |                 | 9               | 1               |                    | -                  | -                  |             | -           | -           | 93     | 3      |
| 2023-2024              | Venezia                | B                      | 25+4       | 3          | CI              | 1               | 0               | -                  | -                  | -                  | -           | -           | -           | 30     | 3      |
| 2024-2025              | Venezia                | A                      | 35         | 1          | CI              | 1               | 1               | -                  | -                  | -                  | -           | -           | -           | 36     | 2      |
| Totale Venezia         | Totale Venezia         | Totale Venezia         | 60+4       | 4          |                 | 2               | 1               |                    | -                  | -                  |             | -           | -           | 66     | 5      |
| 2025-2026              | Sassuolo               | A                      | 0          | 0          | CI              | 0               | 0               | -                  | -                  | -                  | -           | -           | -           | 0      | 0      |
| Totale carriera        | Totale carriera        | Totale carriera        | 202        | 6          |                 | 14              | 2               |                    | -                  | -                  |             | -           | -           | 216    | 8      |

### Cronologia presenze e reti in nazionale
| Cronologia completa delle presenze e delle reti in nazionale ― Indonesia | Cronologia completa delle presenze e delle reti in nazionale ― Indonesia | Cronologia completa delle presenze e delle reti in nazionale ― Indonesia | Cronologia completa delle presenze e delle reti in nazionale ― Indonesia | Cronologia completa delle presenze e delle reti in nazionale ― Indonesia | Cronologia completa delle presenze e delle reti in nazionale ― Indonesia | Cronologia completa delle presenze e delle reti in nazionale ― Indonesia | Cronologia completa delle presenze e delle reti in nazionale ― Indonesia |
| Data                                                                     | Città                                                                    | In casa                                                                  | Risultato                                                                | Ospiti                                                                   | Competizione                                                             | Reti                                                                     | Note                                                                     |
| ------------------------------------------------------------------------ | ------------------------------------------------------------------------ | ------------------------------------------------------------------------ | ------------------------------------------------------------------------ | ------------------------------------------------------------------------ | ------------------------------------------------------------------------ | ------------------------------------------------------------------------ | ------------------------------------------------------------------------ |
| 21-3-2024                                                                | Giacarta                                                                 | Indonesia                                                                | 1 – 0                                                                    | Vietnam                                                                  | Qual. Mondiali 2026                                                      | -                                                                        |                                                                          |
| 26-3-2024                                                                | Hanoi                                                                    | Vietnam                                                                  | 0 – 3                                                                    | Indonesia                                                                | Qual. Mondiali 2026                                                      | 1                                                                        | 15’                                                                      |
| 11-6-2024                                                                | Giacarta                                                                 | Indonesia                                                                | 2 – 0                                                                    | Filippine                                                                | Qual. Mondiali 2026                                                      | -                                                                        |                                                                          |
| 5-9-2024                                                                 | Riad                                                                     | Arabia Saudita                                                           | 1 – 1                                                                    | Indonesia                                                                | Qual. Mondiali 2026                                                      | -                                                                        | cap.                                                                     |
| 10-9-2024                                                                | Giacarta                                                                 | Indonesia                                                                | 0 – 0                                                                    | Australia                                                                | Qual. Mondiali 2026                                                      | -                                                                        | cap.                                                                     |
| 10-10-2024                                                               | Riffa                                                                    | Bahrein                                                                  | 2 – 2                                                                    | Indonesia                                                                | Qual. Mondiali 2026                                                      | -                                                                        | cap.                                                                     |
| 15-10-2024                                                               | Tsingtao                                                                 | Cina                                                                     | 2 – 1                                                                    | Indonesia                                                                | Qual. Mondiali 2026                                                      | -                                                                        | 90+8’                                                                    |
| 15-11-2024                                                               | Giacarta                                                                 | Indonesia                                                                | 0 – 4                                                                    | Giappone                                                                 | Qual. Mondiali 2026                                                      | -                                                                        | cap.                                                                     |
| 19-11-2024                                                               | Giacarta                                                                 | Indonesia                                                                | 2 – 0                                                                    | Arabia Saudita                                                           | Qual. Mondiali 2026                                                      | -                                                                        | cap.                                                                     |
| 20-3-2025                                                                | Sydney                                                                   | Australia                                                                | 5 – 1                                                                    | Indonesia                                                                | Qual. Mondiali 2026                                                      | -                                                                        | cap.                                                                     |
| 25-3-2025                                                                | Giacarta                                                                 | Indonesia                                                                | 1 – 0                                                                    | Bahrein                                                                  | Qual. Mondiali 2026                                                      | -                                                                        | cap.                                                                     |
| 5-6-2025                                                                 | Giacarta                                                                 | Indonesia                                                                | 1 – 0                                                                    | Cina                                                                     | Qual. Mondiali 2026                                                      | -                                                                        | cap.                                                                     |
| 10-6-2025                                                                | Suita                                                                    | Giappone                                                                 | 6 – 0                                                                    | Indonesia                                                                | Qual. Mondiali 2026                                                      | -                                                                        | cap.                                                                     |
| Totale                                                                   |                                                                          | Presenze                                                                 | 13                                                                       |                                                                          | Reti                                                                     | 1                                                                        |                                                                          |